# Kurt Härzschel
Kurt Härzschel (ur. 8 czerwca 1924 w Magnuszowicach, wówczas Groß Mangersdorf, zm. 22 października 2010 w Schopfheim) – niemiecki polityk i związkowiec, parlamentarzysta krajowy i europejski.

## Życiorys
W 1941 został wicelony do walki w Wehrmachcie na froncie II wojny światowej, dostał się do niewoli brytyjskiej, w której pozostał do 1948. Następnie przyuczał się do pracy jako operator maszyn, pracował w tym zawodzie do 1963. Od 1953 działał w IG Metall, a w latach 1971–1988 szef chadeckiego związku zawodowego Christlich-Demokratische Arbeitnehmerschaft w Badenii-Wirtembergii i wiceprzewodniczący na poziomie federalnym.
W 1956 wstąpił do Unii Chrześcijańsko-Demokratycznej. Zasiadał w radzie miejskiej Schopfheim (1965–1999) i radzie powiatu Lörrach (1985–1995). W 1963 dostał się do Bundestagu w miejsce Heinricha Höflera, pozostał jego członkiem przez dwa lata. Ponownie znalazł się w jego składzie w 1965 (w miejsce Heinera Geißlera), pozostając deputowanym do 1976. Ponadto od 1973 do 1976 był oddelegowany do Parlamentu Europejskiego. W latach 1976–1984 sekretarz stanu w rządzie landu Badenia-Wirtembergia ds. zdrowia, pracy i spraw społecznych.

## Odznaczenia
Odznaczony Krzyżem Wielkim I Klasy Orderem Zasługi Republiki Federalnej Niemiec (1989) i Orderem Zasługi Badenii-Wirtembergii. W 2001 został honorowym obywatelem Schopfheim.